# Cobra Command (datorspel, 1984)
Cobra Command, i Japan känt som Thunder Storm (サンダーストーム?) i Japan, är ett interaktivt filmspel, ursprungligen utgivet av Data East 1984 som laserdisc-baserat arkadspel.

## Handling
Terrorister hotar den Fria världen. Som pilot inom Cobra Command skall spelaren styra en militärhelikopter av typen LX-3 Super Cobra i kampen mot terroristerna. Uppdragen utspelar sig vid New Yorks gator, Frihetsgudinnan, Atlanten, Italien, Grand Canyon och fiendens högkvarter på Påskön.

### Fotnoter
1. ↑  ”Cobra Command” (på engelska). Mobygames. 11 mars 1984. http://www.mobygames.com/game/cobra-command_. Läst 10 juni 2014.